# Эберг, Леонид Фёдорович
Леонид Фёдорович Эберг (6 августа 1882, Бронницкий уезд, Московская губерния — 24 октября 1954, Ростов-на-Дону) — русский советский архитектор.

## Биография
Родился в 1882 году в Московской губернии. В 1911 окончил Московское училище живописи, ваяния и зодчества. После окончания училища Эберг получает приглашение в Ростов-на-Дону на должность заведующего постройками при городской управе .
Здесь молодой зодчий развернул активную деятельность, построив за первые три года работы более десяти доходных домов, первый из которых был доходный дом А. М. Штрома. Кроме того, им были выстроены особняки: П. И. Кромара в стиле итальянского Возрождения, Н. П. Хахладжева в стиле Палладио, Н. Е. Парамонова в греческом стиле.
Жил в доме на углу современных ул. Горького и Семашко (ул. Семашко, 80). В 1930-х годах — в доме на ул. Серафимовича, 76.
Сын Л. Ф. Эберга, Лев Леонидович Эберг (1907—1982), стал не менее известным архитектором; он — автор ростовского кинотеатра «Россия» в парке Горького (1959), гостиницы «Ростов» на проспекте Будённовский, «Дома книги» на улице Большая Садовая, Дома «Ростовэнерго» на углу Большой Садовой и пер. Семашко, Ростовского ипподрома и др. Сочетание отличной графики с четкими линиями конструктивизма сделали здания Льва Леонидовича Эберга выдающимися.
Леонид Федорович скончался в 1954 году, он похоронен на Братском кладбище Ростова-на-Дону. Могила расположена в четвёртом квартале кладбища. В середине 1950-х годов на ней установлен металлический узорчатый крест с табличкой «Архитектор Эберг Леонид Федорович, 1882—1954».
В Ростове-на-Дону Леониду Эбергу установлена памятная доска.

## Здания, построенные по проектам Леонида Эберга
в Ростове-на-Дону:
- Большое количество доходных домов, среди которых:
  - Доходный дом А. М. Штрома (ул. Большая Садовая, 89)
  - Доходный дом А. К. Калмыковой, он же – дом Общества водоснабжения и освещения г. Ростова-на-Дону (ул. Социалистическая, 141 Архивная копия от 5 февраля 2020 на Wayback Machine)[9]
  - Доходный дом братьев Николенко
  - Доходный дом Е. П. Чириковой
  - Доходный дом купца Чирикова, 1912 г. (впоследствии «Здание горсовета», ныне городское управление УВД; Будённовский проспект, 46 Архивная копия от 5 февраля 2020 на Wayback Machine)[10]
  - Доходный дом М. Б. Рындзюн
  - Доходный дом братьев Дутиковых
  - Доходный дом М. М. Яндолевского
  - Доходный дом Т. К. Гершкович
  - Доходный дом М. И. Попова
  - Доходный дом Рецкера и Хосудовского, ок. 1914 (после революции — гостиница «Дон»)[11].
- Особняки:
  - Особняк П. И. Кромара
  - Особняк Н. П. Хахладжева
  - Особняк Н. Парамонова (сейчас — Библиотека ЮФУ).[12]
- Гостиница «Ростов» (проект сына Льва Леонидовича Эберга).
- Рабочий дворец имени Ленина (Лендворец), 1927 г. (впоследствии перестроен в стиле «сталинского ампира»; ныне — Дворец культуры железнодорожников)[13]
- Дом актера [14].
- Дом Эберга

## Семья
- Эберг, Лев Леонидович (1907—1982) — сын, советский архитектор.